# HelpsGood
O HelpsGood é uma agência digital que trabalha com organizações sem fins lucrativos, agências governamentais, ONGs e ajuda os profissionais de marketing a produzir estratégias de marketing, comunicação e arrecadação de fundos.